# IIna Salmi
Iina Salmi, född 12 oktober 1994 i Esbo, är en finländsk fotbollsspelare som representerar Valencia och det finländska landslaget.